# Bonner Fahnenfabrik

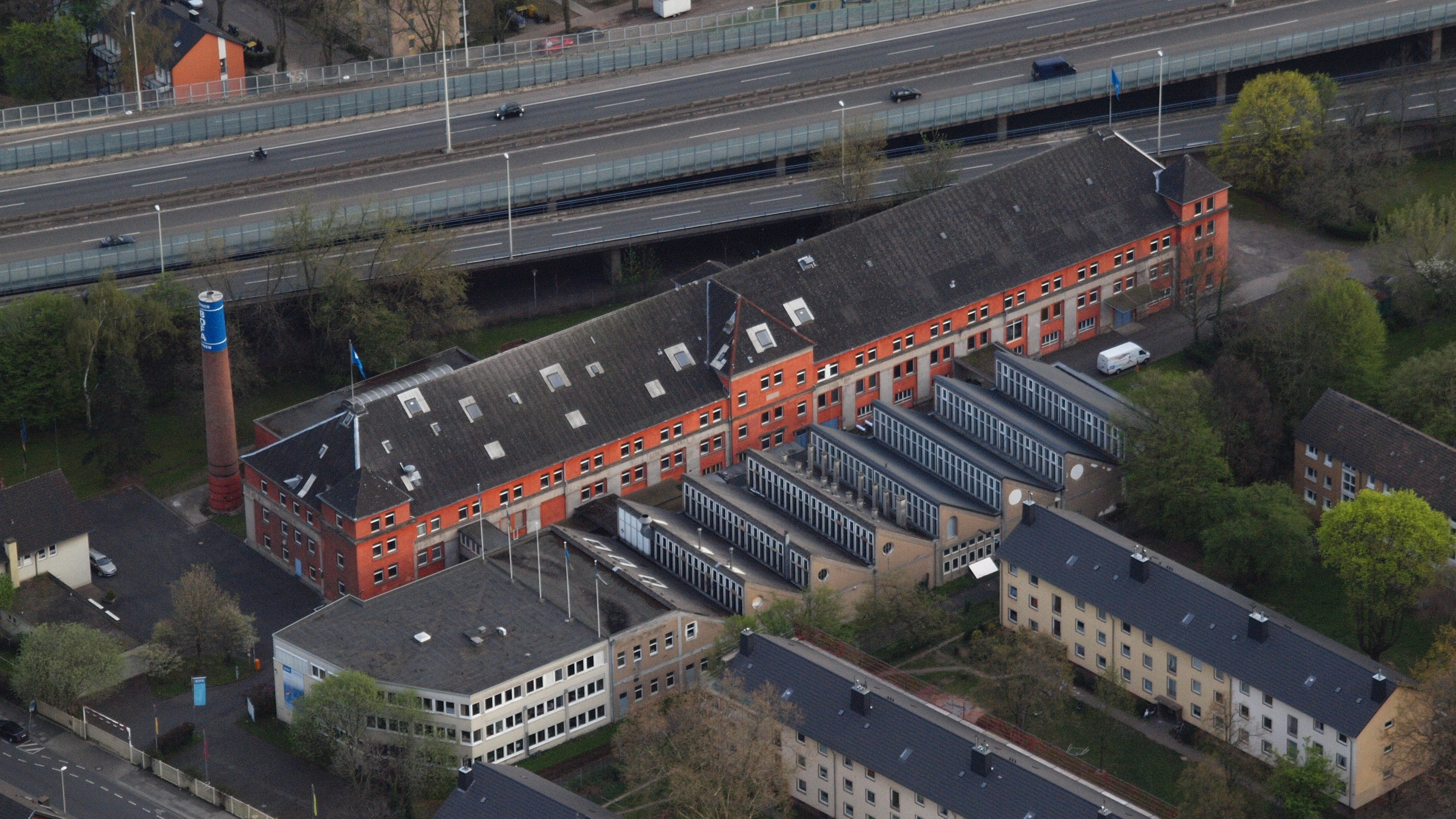
Blick aus nördlicher Richtung auf die Fabrik vor der A 565, Luftaufnahme 2014

Die Bonner Fahnenfabrik (auch BOFA oder BoFa genannt, heute BOFA-Doublet GmbH) ist ein Traditionsunternehmen, das Fahnen, Dekorationsartikel und Werbemittel herstellt. 
Das Unternehmen, das seit 1866 Dekorationsartikel produziert, gehörte im 20. Jahrhundert zu den größten Fahnenherstellern Deutschlands. Von 1928 bis 2018 befand sich der Unternehmenssitz an der Römerstraße 303–305 im Bonner Ortsteil Graurheindorf. Hier liegen die Fabrikgebäude mit dem markanten BOFA-Schornstein direkt an der A 565, die 450 Meter entfernt den Rhein auf der Bonner Nordbrücke überquert. Neben der Kaffeerösterei A. Zuntz sel. Wwe., dem Büromaterialhersteller Hebona (Familie Herschel) und der ehemaligen Buchhandlung Bouvier gehört die Fahnenfabrik zu den bedeutendsten Gründungen jüdischer Unternehmer in Bonn.
Seit dem Jahr 2011 gehört der Betrieb zum französischen Familienunternehmen Doublet. Im Juli 2018 teilte das Unternehmen mit, dass der Produktions- und Verwaltungs-Standort von Bonn nach Hennef umziehen soll. Seit Januar 2019 ist der neue Sitz des Unternehmens, welches seit 2012 unter BOFA-Doublet GmbH firmiert, die Meysstr. 22–24 in Hennef.

## Geschichte
Das Unternehmen wurde 1866 von dem jüdischen Kaufmann Josef Meyer (1818–1884) als Geschäft für Dekorationsartikel und Tapeten gegründet. Der erste Unternehmenssitz befand sich in der Sterntorbrücke 8 im Zentrum der Stadt Bonn. Die Kriege von 1864 und 1866 führten zu einem steigenden Bedarf nach Fahnenschmuck, dem Meyer mit der Herstellung von Fahnen nachkam. Nach der Deutschen Reichsgründung im Jahr 1871 wurde die Geschäftstätigkeit um die Produktion der schwarz-weiß-roten Reichsfahne sowie der Preußenfahne erweitert. Die Fahnen wurde in Handarbeit im Schablonendruck hergestellt (dazu wurde der Preußenadler nach Vorbild auf Schablonen geschnitten, mit Ölfarbe auf weiße Tuchfahnen übertragen und mit angenähten schwarzen Streifen versehen) und waren schnell ein Verkaufserfolg der jungen Fahnenfabrik.
In den 1870er Jahren weitete das Unternehmen die Produktion von Fahnen und Dekorationsartikeln auf die Herstellung von Theaterkostümen und vollständigen Bühnenaufbauten aus. Ein mobiler Montagetrupp bereiste ganz Deutschland, um solche Bühnenkulissen aufzustellen oder Empfangsräume zu beflaggen. In den Folgejahren erwarb die Bonner Fahnenfabrik 15 Hoflieferantenprädikate. Produktkataloge wurden in Stückzahlen bis zu einer halben Million Exemplaren aufgelegt. Für die Einweihung des Niederwalddenkmals bei Rüdesheim in Erinnerung an den Deutsch-Französischen Krieg von 1870/71, an der Kaiser Wilhelm I. am 28. September 1883 teilnahm, ließ das Unternehmen 50.000 Sonderkataloge mit Darstellungen der Dekoration zu diesem festlichen Anlass drucken. Auch das Aufblühen der deutschen Hochsee- und Binnenschifffahrt bescherte den Bonnern im ausgehenden 19. Jahrhundert großvolumige Aufträge. Reedereien wie die Preußisch-Rheinische Dampfschiffahrtsgesellschaft, Stinnes oder Thyssen bestellten ihre Schiffsflaggen in Bonn. Ebenso waren damals aufwändig gestickte Vereins- und Regimentsfahnen stark nachgefragt. Zum umfangreichen Handelsangebot des Unternehmens gehörten auch Fahnennägel, Pokale, Diplome, Urkunden, Abzeichen, Karnevalskostüme, Masken, Laternen sowie Illuminations- und Feuerwerksartikel.
In den 1880er Jahren war das Unternehmen von einer antisemitischen Kampagne betroffen. Der zunehmende Absatz von Produkten bei katholischen Kirchengemeinden und Vereinen wurde von einem Teil der katholischen Presse nicht gutgeheißen. Pfarreien und andere katholische Abnehmer wurden 1882 über Monate angeschrieben, um einen weiteren Einkauf bei der „israelitische[n] Bonner Fahnenfabrik“ zu unterbinden. Vor allem die Wochenzeitung LEO – Sonntagsblatt für das katholische Volk aus der Paderborner Bonifacius-Druckerei trieb die Kampagne voran.

### 20. Jahrhundert
Bis Anfang des 20. Jahrhunderts wurden Textilprodukte in Bonn noch überwiegend in Hand- und Heimarbeit hergestellt. Für die Bonner Fahnenfabrik vollzog sich 1905 der Wandel zur industriellen Herstellung: das damals noch im Zentrum ansässige Werk wurde um einen großen Nähmaschinensaal und weitere Bauten für Maschineneinsatz (Bleichkufen zum Auftragen der Bleichflotte, Färbemaschinen, Waschtrommeln und Zentrifugen) erweitert.
Ab 1911 erfolgte der Flaggendruck durch ein chemisches Dampfdruckverfahren, welches die traditionelle Schablonenmalerei ablöste. Im Ersten Weltkrieg wurde neben der Fahnenherstellung auch die Produktion von Militärzelten und Strohsäcken aufgenommen. Die Nachkriegs- und Inflationszeit überstand das Unternehmen nahezu unbeschadet. Zum Höhepunkt der Inflation im Jahr 1923 durfte die Fabrik mit behördlicher Genehmigung selbst gefertigtes Fabrikgeld, so genannte „Lohnschecks“, ausgeben. Die Fahnenproduktion lief in dieser Zeit auf Bewertungsbasis des Roggen- und Weizenpreises. Ein 1918 zum Kriegsende veröffentlichter Bericht, in dem angedeutet wurde, dass die Bonner Fahnenfabrik die britischen Fahnen geliefert habe, mit denen die englischen Truppen bei ihrem Einzug in die nordfranzösische Stadt Lille begrüßt wurden, wies der Geschäftsführer Rudolf Meyer in der bis 1933 herausgegebenen Bonner Zeitung zurück: wenn seine Firma damit gemeint sein sollte, sei der antisemitisch gefärbte Bericht eine grobe Unwahrheit.
Im Jahr 1924 wurde auf der gegenüberliegenden Rheinseite, in Beuel-Pützchen, eine Fahnentuchweberei mit 100 Webstühlen errichtet. Das Gebäude war mit einem aus drei Reitern gebildeten Sheddach ausgestattet. 1928 erfolgte der Umzug der Stammfabrik in die Rheindorferstr. 224 (heute: Graurheindorfer Straße) in ein Gebäude des ehemaligen Husaren-Kasernenkomplexes. Das neue Fabrikgelände lag zwischen der Rheindorfer- und der Römerstraße (heutige Zufahrt und Anschrift). Im selben Jahr wurde das Unternehmen bestreikt und musste vorübergehend schließen. 1929 wurde bei der Flaggenherstellung das Filmdruckverfahren eingeführt. Ebenfalls im Jahr 1929 gründete Otto Meyers Bruder Hans im damals italienischen Pola in Istrien eine Zweigstelle, die „Fabbrica Italiana Bandiere“.

### Zeit des Nationalsozialismus
Die Zeit im Dritten Reich war für die Fabrik und deren Eigentümerfamilie von der jüdischen Herkunft der Familie Meyer geprägt. Otto Meyer (1895–1957) hatte Militärdienst geleistet und sich als Freiwilliger im Ersten Weltkrieg gemeldet. Sein Jurastudium hatte er mit einer Promotion abgeschlossen. Bei der Machtergreifung durch die Nationalsozialisten leitete er die Fahnenfabrik. Wie sein Bruder Hans war er evangelisch getauft worden. Ihre Mutter Anna gehörte seit dem Tode ihres Mannes, Rudolf Meyer (1862–1932), der ebenfalls promovierter Jurist, Handelsgerichtsrat und finnischer Vizekonsul gewesen war, keiner Glaubensgemeinschaft mehr an. Dennoch galten die Söhne Otto und Hans nach nationalsozialistischer Anschauung als Juden.

#### Stürmer-Artikel
Bis Ende 1935 wurden die Meyers nicht belästigt, auch das Unternehmen war nicht von der sonst üblichen Hetze gegen jüdische Betriebe betroffen. Das änderte sich ab Januar 1936. Im antisemitischen Stürmer und folgend im NSDAP-Blatt Westdeutscher Beobachter erschienen Artikel mit der Überschrift: „Die getauften Meyers“. Es wurde in hetzerischer Diktion die Meinung vertreten, dass die Brüder Meyer trotz christlicher Taufe noch Juden sein: „Die Inhaber der Bonner Fahnenfabrik sind Juden. Das Taufwasser hat ihre Rasse und ihr Blut nicht geändert. Sie sind Juden und müssen als solche behandelt werden.“ Die Verfasser der Artikel widersprachen einer vorab eingeholten Beurteilung beim Verband Bonner Einzelhändler. Der Syndikus des Verbandes hatte mitgeteilt, dass die Meyers aus einer christlichen Familie stammten, da ihre Eltern zum christlichen Glauben übergetreten seien. Auch ein pfarramtliches Gutachten der evangelischen Kirchengemeinde in Bonn hatte den Inhabern der Bonner Fahnenfabrik die evangelische Taufe, Konfirmation und Trauung bescheinigt.
Als Folge des Artikels erstattete der Oberstaatsanwalt beim Sondergericht Köln Anzeige gegen Otto Meyer mit der Begründung, die Bonner Fahnenfabrik produziere und vertreibe amtliche Fahnen. Ein jüdischer Betrieb dürfe dies nicht, da es Juden aufgrund des Gesetzes zum Schutz des deutschen Blutes und der deutschen Ehre verboten sei, die Reichsfarben zu zeigen: „Es ist ein höchst unerfreulicher Zustand und mit dem Ansehen der NSDAP und des nationalsozialistischen Staates unvereinbar, wenn ausgerechnet jüdische Firmen mit den Symbolen des Nationalsozialismus Geschäfte machen.“ Ermittlungen wurden aufgenommen, Otto Meyer wurde vorgeladen und verhört. Das Verfahren vor dem Sondergericht Köln wurde eingestellt, weil er nachweisen konnte, nicht gegen Gesetze verstoßen zu haben.

#### Arisierung
1936 lieferte das Unternehmen Fahnen an das Organisationskomitee der Olympischen Sommerspiele 1936. Im selben Jahr kam es zu einem Eigentümerwechsel; der Schwiegervater von Otto Meyer, Wilhelm Hollweg, übernahm die Bonner Fahnenfabrik. Die Umstände der Übertragung sind unbekannt, die dadurch erfolgte Arisierung eines Unternehmens, das mit Fahnen und Flaggen wichtige Propagandainstrumente produzierte, wird dem Erhalt des Besitzes in der Familie, dem weiteren Fortbestand des Unternehmens und dem Einstellen von Hetzkampagnen gegen die Brüder Meyer gedient haben.
Ab 1939 war Otto Meyer nicht mehr Geschäftsführer der Fahnenfabrik; er und seine Mutter Anna wurden zwar wie Juden behandelt (Passeintrag, Judenstern, Judenvermögensabgabe, Abgabe von Gold- und Silberbesitz, Verkauf von Aktien zu Zwangskursen), die sogenannte Mischehe Meyers mit seiner arischen Frau schützte ihn und der schlechte Gesundheitszustand seiner Mutter sie jedoch zunächst vor dem Transport in die Vernichtungslager. Als Anna Meyer 1942 der Deportationsbefehl der Gestapo zugestellt wurde, nahm sie sich mit einem Schlafmittel das Leben. Otto Meyer wurde ab 1943 vom Arbeitsamt zwangsverpflichtet und musste bei der städtischen Müllabfuhr Altpapier und Blechdosen aus dem Abfall heraussuchen. Als im September 1944 auch die in Mischehe lebenden Juden von der Gestapo vorgeladen wurden, tauchte Meyer zunächst ab. Nachdem er zwischenzeitlich gefangen genommen und zu Aufräumarbeiten im bombardierten Bonn eingesetzt worden war, gelang ihm im Dezember 1944 die Flucht. Bis zum Kriegsende lebte er versteckt bei Verwandten und Freunden.

#### Zwangsarbeit
Der kriegsbedingte Bedarf der Marine und der Heeresverwaltung an Fahnen, Signal- und Sonderflaggen sicherte die Weiterführung der Produktion. Bereits seit 1940 suchte die Fahnenfabrik nach zusätzlichen Arbeitskräften. 1942 konnten Vertreter des Unternehmens, wie auch der des Büroartikelherstellers Soennecken, aus einem Gruppentransport in Wuppertal sowjetische Zwangsarbeiterinnen aussuchen. In der Fahnenfabrik wurden 32 dieser Arbeiterinnen beschäftigt, die aus Gebieten der heutigen Ukraine (Kiew und Kreis Iwankiw) stammten. Die Zwangsarbeiterinnen schliefen unter dem Fabrikdach. Ein Verlassen des Fabrikgeländes war ihnen erst nach einer sechsmonatigen Quarantänezeit gestattet.
Im März 1945 standen US-Verbände im linksrheinischen Bonn. Von hier aus wurden die rechtsrheinischen Stadtteile mit Artillerie beschossen. Dabei wurde auch die bis dahin nicht beschädigte Zweigstelle der Bonner Fahnenfabrik in Pützchen zerstört. Das Zweigwerk in Pula wurde zum Kriegsende ebenfalls beschädigt. Nachdem Pula an Jugoslawien gefallen war, kam es zur Liquidation der dortigen Tochtergesellschaft.

### Nachkriegszeit
Otto Meyer überlebte die NS-Zeit versteckt unter anderem in einem Wochenendhaus in der Eifel. Nach dem dortigen Einmarsch der Amerikaner im Februar 1945 kehrte er nach Bonn zurück und übernahm wieder seine Tätigkeit in der Bonner Fahnenfabrik. In der folgenden Zeit entwickelte sich die Bonner Fahnenfabrik nach Eigenangaben zum größten deutschen Hersteller von Flaggen, Fahnen, Werbebändern und -folien. Bereits im Sommer 1945 kam es zu einer Großbestellung durch die britische Besatzungsmacht, die bei dem Unternehmen die Produktion von Shorts in Auftrag gab. Anfang der 1960er Jahre wurde das Siebdruckverfahren automatisiert. Als die britische Königin Elisabeth II. 1965 Bonn besuchte, produzierte die Fabrik rund um die Uhr 120.000 Textil- und Papierfahnen. In Spitzenzeiten waren bis zu 400 Menschen in der Fahnenfabrik beschäftigt. Es konnten bis zu 4.000 Fahnenquadratmeter pro Stunde produziert werden. 1956 wurde aus Anlass des 90-jährigen Firmenbestehens das Buch „Fahnen wehen in aller Welt“ herausgegeben.
1998 kam es zur Automatisierung der Siebherstellung und 2002 wurde der Digitaldruck als Erweiterung mit in die Produktion aufgenommen. Diese Modernisierungen gingen mit einem regelmäßigen Abbau von Arbeitsplätzen einher. Die zunehmende Globalisierung führte ab den 1980er Jahren zu einer verstärkten Wettbewerbssituation und sinkenden Gewinnmargen. 1999 arbeiteten noch 150 Menschen im Werk, im Jahr 2003 waren es 110. Zu der Zeit wurden rund zwei Millionen Quadratmeter Stofffahnen für die Herstellung von etwa 600.000 Fahnen bedruckt. Im Jahr 2006 wurden mit 100 Mitarbeitern noch etwa 10 Millionen Euro Umsatz erwirtschaftet. Davon entfielen bis zu 20 Prozent auf ausländische Abnehmer.

### Insolvenz und Verkauf
Etwa ab der Jahrtausendwende kam es zu deutlichen Umsatzrückgängen. Bis 2010 sank der Jahresumsatz auf 7 Millionen Euro, was zu einem weiteren Abbau von Arbeitsplätzen führte. Im November 2011 musste die Geschäftsleitung Insolvenz beantragen. Der Insolvenzverwalter führte Übernahmeverhandlungen mit mehreren Interessenten; zum 1. April 2012 übernahm das französische Familienunternehmen Doublet aus Avelin die Bonner Fahnenfabrik von den Nachkommen der Familie Meyer in fünfter Generation. Seitdem firmiert die Bonner Fahnenfabrik als BOFA-Doublet GmbH. Nach der Übernahme wurde die Mitarbeiterzahl auf 60 reduziert. Im Frühjahr 2018 wurden Überlegungen bekannt, den Standort zu wechseln. Außerdem wurde die Einstellung des Siebdrucks mitgeteilt. Am 5. Juli 2018 teilte das Unternehmen schließlich mit, dass der Produktions- und Verwaltungs-Standort in Bonn schließen und bis Januar 2019 nach Hennef umziehen soll.

## Eigentümerfamilie und Geschäftsleitung
Der Gründer des Unternehmens war der aus Koblenz stammende Josef (auch: Joseph) Meyer (1818–1884), der mit Marie, geb. Rothschild verheiratet war und auf dem jüdischen Friedhof an der Bonner Römerstraße beigesetzt ist. Seine Nachkommen waren die Brüder Rudolf (auch: Rudolph, 1862–1932) und Cäsar Meyer. Die Ehefrau von Rudolf war Anna Mayer (1872–1942). Deren Söhne waren Otto Meyer (1895–1957) und Hans Friedrich Meyer. Der Schwiegervater von Otto Meyer war Wilhelm Hollweg, dem im Dritten Reich das Unternehmen übertragen wurde. Später leitete Gerd Hebermehl (1927–2016), Ehemann der Tochter Otto Meyers, Annemarie, die Geschäfte der Fahnenfabrik. Hebermehl war auch Vizepräsident der IHK Bonn, Handelsrichter und Träger des Bundesverdienstkreuzes am Bande. Im Jahr 2009 übernahm Uwe Busch die Geschäftsführung von ihm.

## Angebot
Die BOFA-Doublet ist heute ein Spezialist für die Produktion von Werbefahnen und sogenannter Megaprints (großformatige Werbebanner) sowie weiterer textiler Werbemittel. Die umfangreichen Kataloge beinhalten daneben ein Angebot üblicher Werbematerialien:
- Fahnen (bedruckte und gestickte Mast- und Schwenkfahnen, Wimpel, Strandflaggen, Tischfähnchen und Girlanden)
- Außendekoration (Fahnenmasten, Großformatbanner, Folien, Beklebungen und Fahrradständer)
- Innendekoration (Verkleidungen, Sitzgelegenheiten, Tischdecken, Fußmatten)
- POS (Leuchtsäulen, Prospektständer, Absperrungen, Displays, Werbetheken und Lift-Up-Systeme)
- Veranstaltungsausstattung (Werbezelte, Inflatables; Give-aways, Bandenwerbung, Liegestühle, Werbeaufsteller, Messerückwände, Festzeltgarnituren, Wimpelketten und Luftballons)

## Fabrikanlage
Der Fabrikkomplex an der Römerstraße besteht im Wesentlichen aus drei Teilen. Das Hauptgebäude ist ein ehemaliger, dreigeschossiger und etwa 110 Meter langer Kasernenbau, der über ein Walmdach, einen Mittelrisaliten mit Dachgiebel, 21 Doppelfensterachsen sowie zwei hervortretende Ecktürme an der Fassadenseite zum Hof hin verfügt. Parallel dazu liegt in etwa 10 Meter Entfernung ein moderneres, rund 100 Meter langes Fabrikations- und Verwaltungsgebäude mit Sheddach (acht Reiter) bzw. Flachdach. Schließlich steht ein markanter Schornstein auf der Südostspitze des Firmengeländes, dessen oberes Fünftel blau gestrichen ist und die weithin sichtbare weiße Aufschrift „Bonner Fahnen BOFA“ trägt. Die beiden Fabrikgebäude werden von drei verglasten Fußgängerbrücken auf Höhe des ersten Stocks verbunden. Die Autobahnabfahrt von der A 565 verläuft direkt hinter dem Hauptgebäude.